# 山本まゆり
山本 まゆり（やまもと まゆり）は日本の漫画家。神奈川県川崎市出身。血液型はB型。麻布大学附属渕野辺高等学校卒業。
1979年、第4回白泉社アテナ大賞デビュー優秀者賞を受賞。以後、少女漫画作品を発表。その後、『ほんとにあった怖い話』（朝日新聞出版）、『心霊事件簿DX』（実業之日本社）などに、霊や霊能者をテーマにした作品を発表。代表作は『魔百合の恐怖報告』シリーズ、2009年にテレビドラマ化された『リセット』。
実兄は、フルート奏者の山本俊自。

## 作品リスト
- やさしく笑って麻由子さん（『別冊花とゆめ』1981年春の号、白泉社）[1]
- 12月のラブ♡スケッチ （『別冊花とゆめ』 1982年冬の号、白泉社）[2]
- 金色に輝く救世主さま（『別冊花とゆめ』 1982年夏の号、白泉社）[3]
- 魔百合の恐怖報告シリーズ 『月刊ハロウィン』（朝日ソノラマ)、『ほんとにあった怖い話』(朝日新聞出版) 〈ほんとにあった怖い話コミックス〉、『不思議と神秘のパワーコミックHONKOWA-ほん怖-』(朝日新聞出版) 〈ほん怖コミックス〉

霊能者への取材に基づく作品。霊能者・寺尾玲子（仮名）は、作者の高校時代の同級生がモデル。
- 霊能者緒方克巳シリーズ （実業之日本社）〈MBコミックス〉
- 新・霊能者緒方克己シリーズ （実業之日本社）〈MBコミックス〉
- 霊能者加世田隆宗シリーズ （朝日ソノラマ）〈ソノラマコミック文庫〉
- 『リセット』（講談社）〈講談社漫画文庫〉全3巻
- 『RESET　〜リセットnew 崩壊家族編〜』（講談社）〈講談社コミックス〉全1巻
- 『御霊振り』（『BE・LOVE』講談社、2010年）〈講談社コミックス〉全1巻
- 『せんせい、誤診です！　ホラー漫画家の本当にあった怖い闘病』 （ぶんか社） 全1巻